# Solidago ulmifolia
Solidago ulmifolia là một loài thực vật có hoa trong họ Cúc. Loài này được Muhl. ex Willd. miêu tả khoa học đầu tiên năm 1803.